# Lạch Huyện

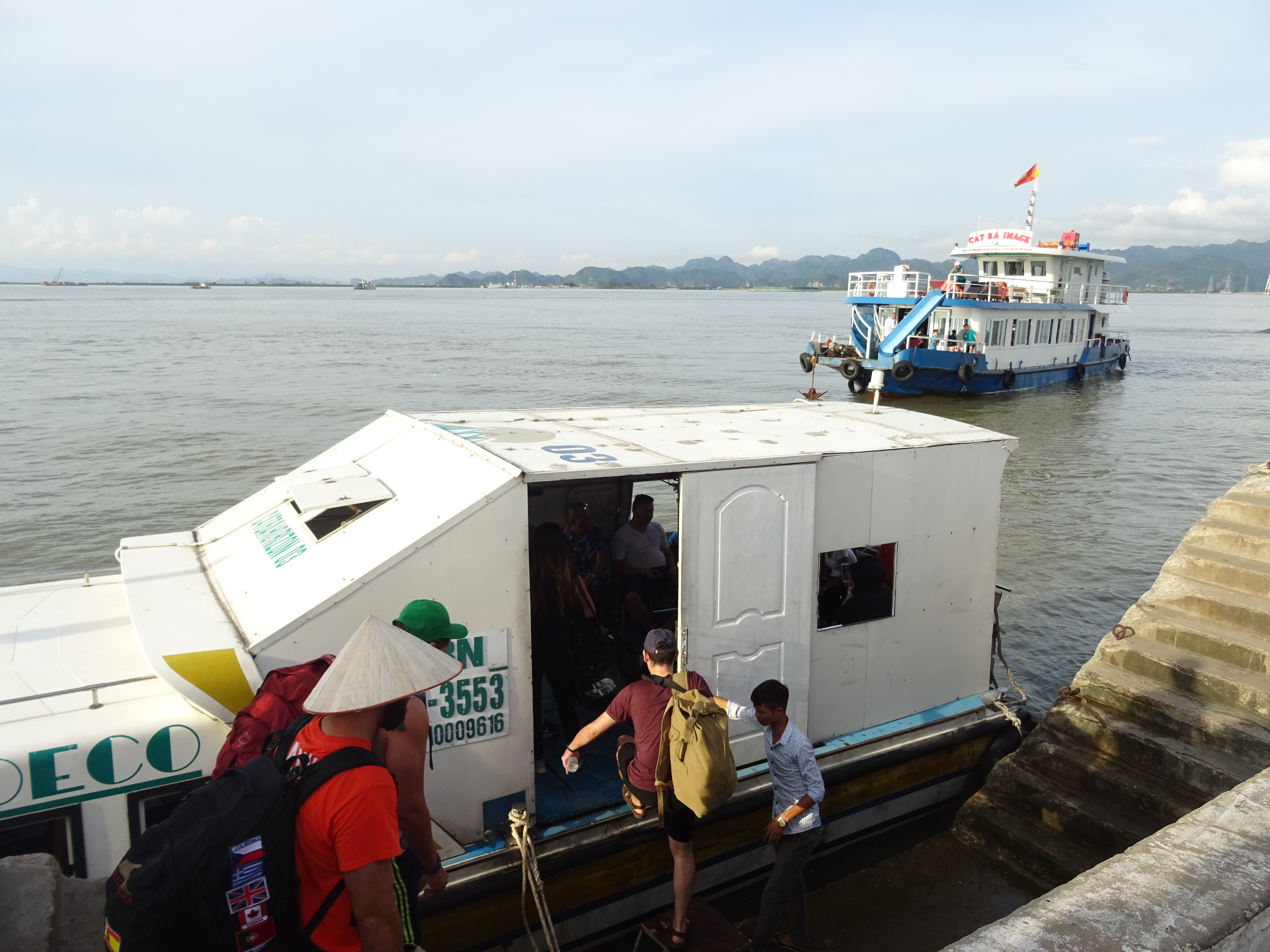
Lạch Huyện nhìn từ bến phà Gót

Lạch Huyện là vùng nước nằm giữa đảo Cát Hải và đảo Cát Bà thuộc thành phố Hải Phòng, Việt Nam. Lạch này được xem là đoạn nối tiếp của sông Chanh đổ ra vịnh Bắc Bộ, ở giữa lạch có một ngọn hải đăng. Khu vực này thường bị phù sa bồi lấp nên có nơi nông nơi sâu, độ sâu lạch là 2–14 m. Cảng Lạch Huyện được đưa vào sử dụng từ năm 2018 hiện được xem là cảng nước sâu lớn nhất miền Bắc Việt Nam.
Tuyến đường tỉnh 356 nối trung tâm Hải Phòng với đảo Cát Bà vượt Lạch Huyện bằng phà với hai bến Gót (phía đảo Cát Hải) và Cái Viềng (phía đảo Cát Bà). Bên cạnh đó, vào năm 2020, Tập đoàn Sun Group đã khánh thành tuyến cáp treo 3 dây Cát Hải – Phù Long dài 3.955 m vượt Lạch Huyện, giúp rút ngắn thời gian di chuyển ra đảo Cát Bà so với đi phà.

## Lịch sử
Dưới thời Pháp thuộc, chính quyền đã có kế hoạch sử dụng lạch này làm luồng tàu ra vào cảng Hải Phòng do cửa Cấm (sông Cấm) và cửa Nam Triệu (sông Bạch Đằng) bị phù sa bồi lấp phải nạo vét tốn kém. Phương án được đưa ra khi đó bao gồm: xây dựng một tuyến đê biển dài 12,6 km ở phía tây nam Lạch Huyện; nạo vét Lạch Huyện để tạo luồng lạch sâu 7,5 m, chiều rộng đáy luồng 150 m; đào kênh cắt qua bán đảo Hà Nam với chiều rộng đáy luồng 150 m. Tuy nhiên, do chi phí xây dựng quá cao, lên đến 10,4 triệu đô la nên dự án đã không khả thi đối với tình kinh tế vào thập niên 1930.
Vào thập niên 1980, chính quyền thành phố Hải Phòng đã cho đào kênh Cái Tráp cắt qua bán đảo Hà Nam, nối Lạch Huyện với cửa Nam Triệu, để tạo tuyến đường thủy ngắn hơn từ Hải Phòng đi Quảng Ninh. Tuy nhiên, kênh Cái Tráp có chiều rộng nhỏ, chỉ để đáp ứng cho các tàu thuyền và xà lan có trọng tải nhỏ nên đầu năm 2006, con kênh đào mới là kênh Hà Nam đã được đưa vào sử dụng để tạo tuyến luồng mới vào cảng Hải Phòng.

## Cảng Lạch Huyện
Công trình cảng cửa ngõ quốc tế Hải Phòng, tức cảng nước sâu Lạch Huyện, được Bộ Giao thông vận tải phê duyệt vào ngày 15 tháng 3 năm 2011. Theo đó, trong giai đoạn khởi động của cảng Lạch Huyện sẽ xây dựng các hạng mục: Luồng tàu rộng 160 m, sâu 14 m cùng hệ thống đê chắn sóng, đê chắn cát bảo vệ luồng các hạng mục tôn tạo bãi, bến tàu công vụ cho đội tàu lai dắt, dịch vụ; 2 bến cảng tổng hợp, container có chiều dài 750 m được thiết kế cho cỡ tàu 5–10 vạn tấn, nạo vét và chuyển 40 triệu m³ bùn đi chỗ khác. Tuy nhiên, phương án này sau đó đã sớm vấp phải nhiều ý kiến phản đối vì vị trí cảng được xây dựng ở vùng sa bồi, chi phí nạo vét cao cũng như tác động đến môi trường khi đổ một lượng bùn thải lớn. Ông Tạ Quyết Thắng, Giám đốc Công ty TNHH Sơn Trường đề xuất phương án dịch chuyển vị trí cảng ra ngoài phía biển cách bờ khoảng 14 km, tận dụng doi cát tự nhiên để xây dựng kho bãi với diện tích khoảng gần 2.000 ha có đường giao thông kết nối nội địa chạy suốt dọc chiều dài 14 km bám dọc theo Lạch Huyện, chiều rộng kho bãi cảng là 800 m. Bộ Giao thông vận tải sau đó đã bác bỏ đề xuất này và dự án vẫn được tiến hành khởi công vào ngày 14 tháng 4 năm 2013. Ngày 13 tháng 5 năm 2018, Cảng Container Quốc tế Tân Cảng Hải Phòng (TC-HICT) chính thức khai trương. Đây là doanh nghiệp cảng đầu tiên đầu tiên khai thác bến số 1, 2 của cảng Lạch Huyện.